# Phatnocader
Phatnocader is een geslacht van wantsen uit de familie van de Tingidae (Netwantsen). Het geslacht werd voor het eerst wetenschappelijk beschreven door Štusák in 1976.

## Soorten
Het genus bevat de volgende soort:

- Phatnocader froeschneri Štusák, 1976